# بتلهم (گرافتون)
بتلهم (به انگلیسی: Bethlehem) یک منطقهٔ مسکونی در ایالات متحده آمریکا است که در نیوهمپشایر واقع شده‌است. بتلهم ۴٫۲۴ کیلومتر مربع مساحت و ۸۲۶ نفر جمعیت دارد و ۴۳۴٫۸ متر بالاتر از سطح دریا واقع شده‌است.